# Малий Любінь
Ма́лий Лю́бінь — село в Україні, у Львівському районі Львівської області. Населення становить 404 осіб. Орган місцевого самоврядування — Великолюбінська селищна рада. На південній околиці села є дерев'яна церква Прсв. Трійці. Неподалік від села розташований Любінський лісовий заказник.

## Історія
У давнину Любінь Малий і Великий Любінь були одним спільним поселенням під назвою Любин. Як свідчать археологічні знахідки, на цій території починаючи з неоліту (4—3 тисячоліття до н. е..) жили люди. Перші згадки про нього припадають на період існування Стародавньої Русі — початок XIII століття. Цей населений пункт виник як укріплення для захисту від набігів татаро-монгольських орд, від навали польських та угорських феодалів на древні руські землі. Тут жили вільні поселенці, які виконували військову службу. У ньому побудували замок, навколо якого насипали вали і вирили глибокі рови. Поселення зазнавало спустошень і руйнувань під час різних міжусобних воєн і ворожих нападів. Після загарбання Галицької землі феодальною Польщею в XIV столітті Любин, як королівщина, став власністю родини магната Парава, який був галицьким і рогатинським старостою. Він спровадив до Любина нових поселенців, що сприяло розширенню поселення, а в середині XV століття призвело до поділу його на дві частини, які дістали назву Великий Любін і Малий Любін..

## Церква Пресвятої Трійці (1705)
Споруджена у 1705 р. сільською громадою під патронатом дідича Івана Краковського та його дружини Розалії. Над вхідними дверима до церкви напис латиною (переклад українською Василя Слободяна):
|  | Для великого Бога Доброго Найвищого Пресвятої Трійці. На вічну шану цю скинію [храм] Господню звели від фундаментів шляхетний пан Іоан Кроковський і Розалія спадкоємні дідичі Любеня. В літо Господнє 1705 на восьмий день місяця липня. |

Первинна архітектура храму докорінно змінена внаслідок реконструкції здійсненої ймовірно на зламі XVIII—XIX століть. Церква декілька разів горіла, а під час Першої світової війни її використовували як стайню для коней. У 1921 р. була перебудована. Дерев'яну церкву Любеня Малого комуністи не зруйнували, лише частково розбили кивот, іконостас та ікони, а саме приміщення зробили складом для сміття. У 1989 році церкву було наново відкрито.
У 2005 р. сповнилася трьохсота річниця з часів її заснування. Біля входу до церкви встановили пам'ятну таблицю:
|  | У цьому храмі 31.03.1861 р. був охрещений о. Григорій Ковч, капелан УГА, батько блаженного священномученика о. Омеляна Ковча. Ктитор громада с. р.Любінь Малий, автори В. р.Гурмак, М. р.Гурмак |

Наприкінці 2000-х р.рр. замінили покриття дахів церкви на металопрофіль. На початку 2010-х рр. стіни церкви повністю оббили горбилем. Церква в користуванні громади УГКЦ.
Розташована на південній околиці Малого Любеня, під лісом, на рівній ділянці. Дводільна, безверха будівля. Складається з прямокутного в плані об'єму нави і бабинця під спільним двосхилим дахом і вужчого прямокутного вівтаря, вкритого трисхилим дахом. До вівтаря з півночі прибудована ризниця, гребінь двосхилого даху якої вінчає непропорційних розмірів дзвінничка (під її накриттям висить маленький дзвін).
Церкву оточує вузьке піддашшя на приставних кронштейнах. Стіни церкви були шальовані вертикально дошками — тепер оббиті горбилем. Над входом до церкви влаштований двосхилий дашок. Гребінь двосхилого даху церкви вінчає зміщений в сторону вівтаря прозорий ліхтар з маківкою. На захід від церкви знаходиться дерев'яна двоярусна дзвіниця.
27 травня 2018 р. в селі урочисто відкрили пам'ятник працівникові головного осередку пропаганди ОУН, повітовому провідникові Городоччини, окружному провідникові ОУН Дрогобиччини, заступникові провідника Карпатського краю та провідникові ОУН Львівського краю — Зиновію Тершаківцю та його побратимам, що загинули у боєзіткненні з підрозділом НКВС 4 листопада 1948 р. поблизу Великого Любеня.

## Відомі люди
Народилися
- Дмитро Ковч (1831 — † 1891) — був заможною людиною, мав багато землі, велику пасіку (понад 100 вуликів), працював лісником, був паламарем при церкві Пресвятої Трійці, організував відбудову церкви після страшної пожежі в 1885 р., пожертвував на неї чимало власних коштів. В подяку за ці заслуги перед Божою святинею і сільською громадою, за пропозицією пароха о. М. Гелітовича і дідича барона К. Бруніцкого його поховали, після смерті, на церковному подвір'ї[9].
- Іван Ковч (1867 — † 1943) — 55 років був паламарем при церкві. Коли у 1912 році організувалась в селі школа на один клас і не було відповідного приміщення, відпустив половину своєї хати для учнівських занять. За заслуги перед храмом і громадою села його поховали на церковному подвір'ї, біля батька[9].
- о. Григорій Ковч (30.03.1861 — † 19.12.1919) — український греко-католицький священик, богослов, сповідник, громадський діяч, капелан УГА, батько блаженного священномученика о. Омеляна Ковча[9][10][11].
- о. Василій Ковч(1868 — † 28.03.1941) — український греко-католицький священик, богослов, сповідник, громадський діяч, багаторічний парох с. Капустинці, Чортківський р-н, на Тернопільщині[9][12][13].
- Ковч Іван Михайлович(09.09.1932 р.н.) — український поет, громадський діяч.[9]

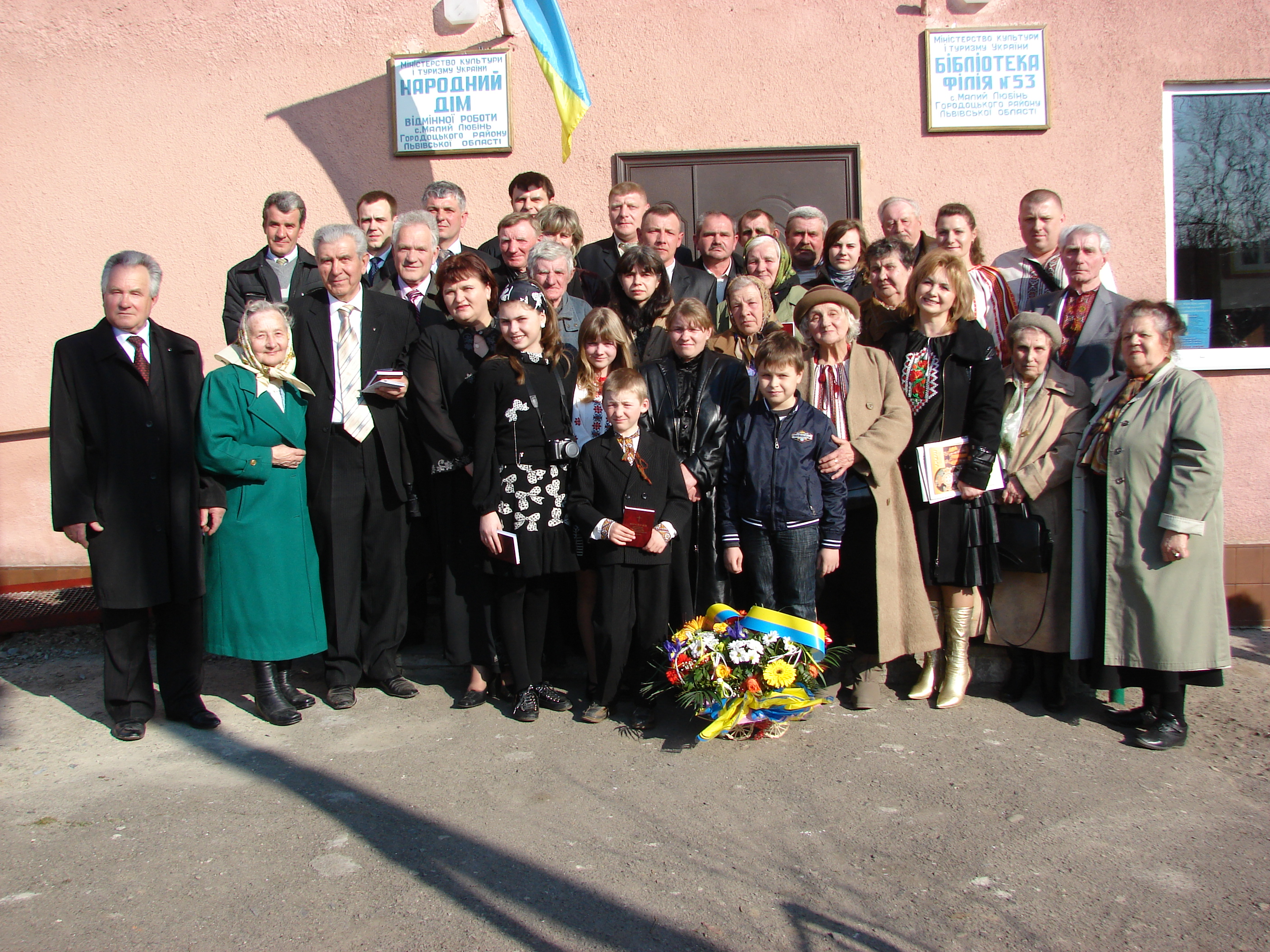
Малий Любінь.Захід присвячений пам'яті отців Ковчів, 03.04.2011. Родина Ковчів
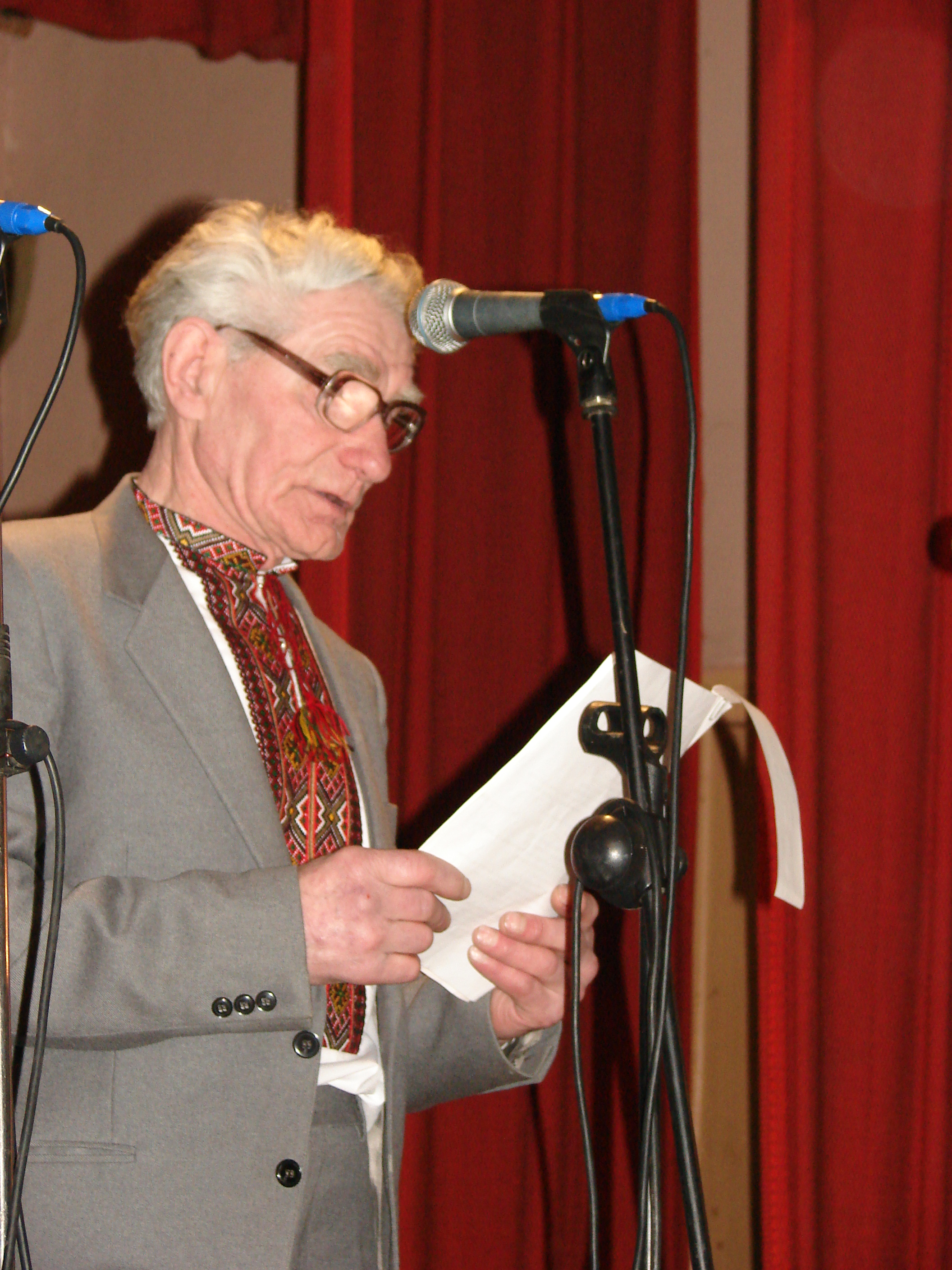
Малий Любінь.Захід присвячений пам'яті отців Ковчів, 03.04.2011. Виступає поет Іван Ковч
о. Василь Ковчо. Василь Ковч
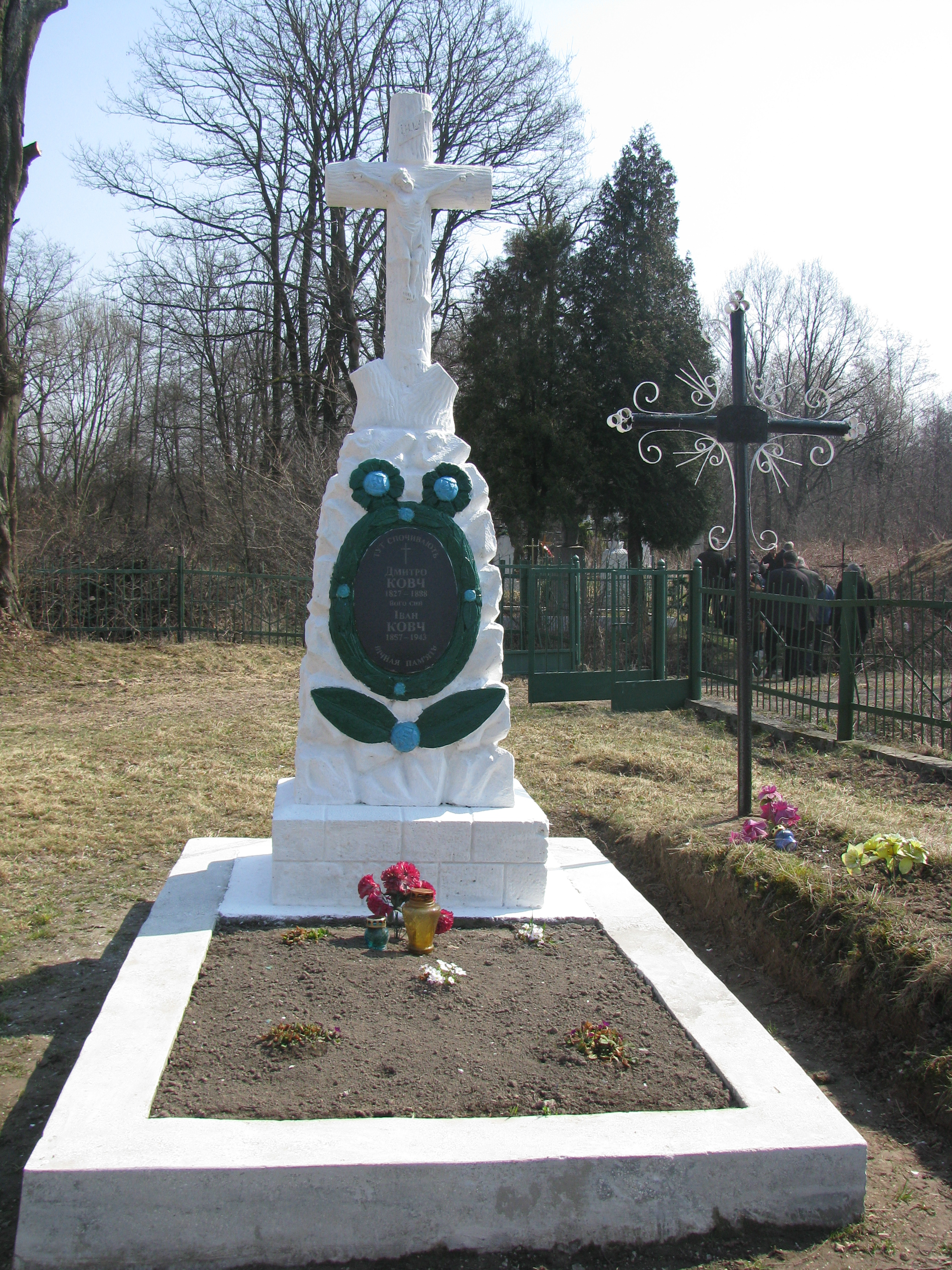
c. Малий Любінь, подвір'я церкви Пресвятої Трійці, могила Дмитра Ковча і його сина Івана, багатолітніх паламарів цього храму.

## Світлини

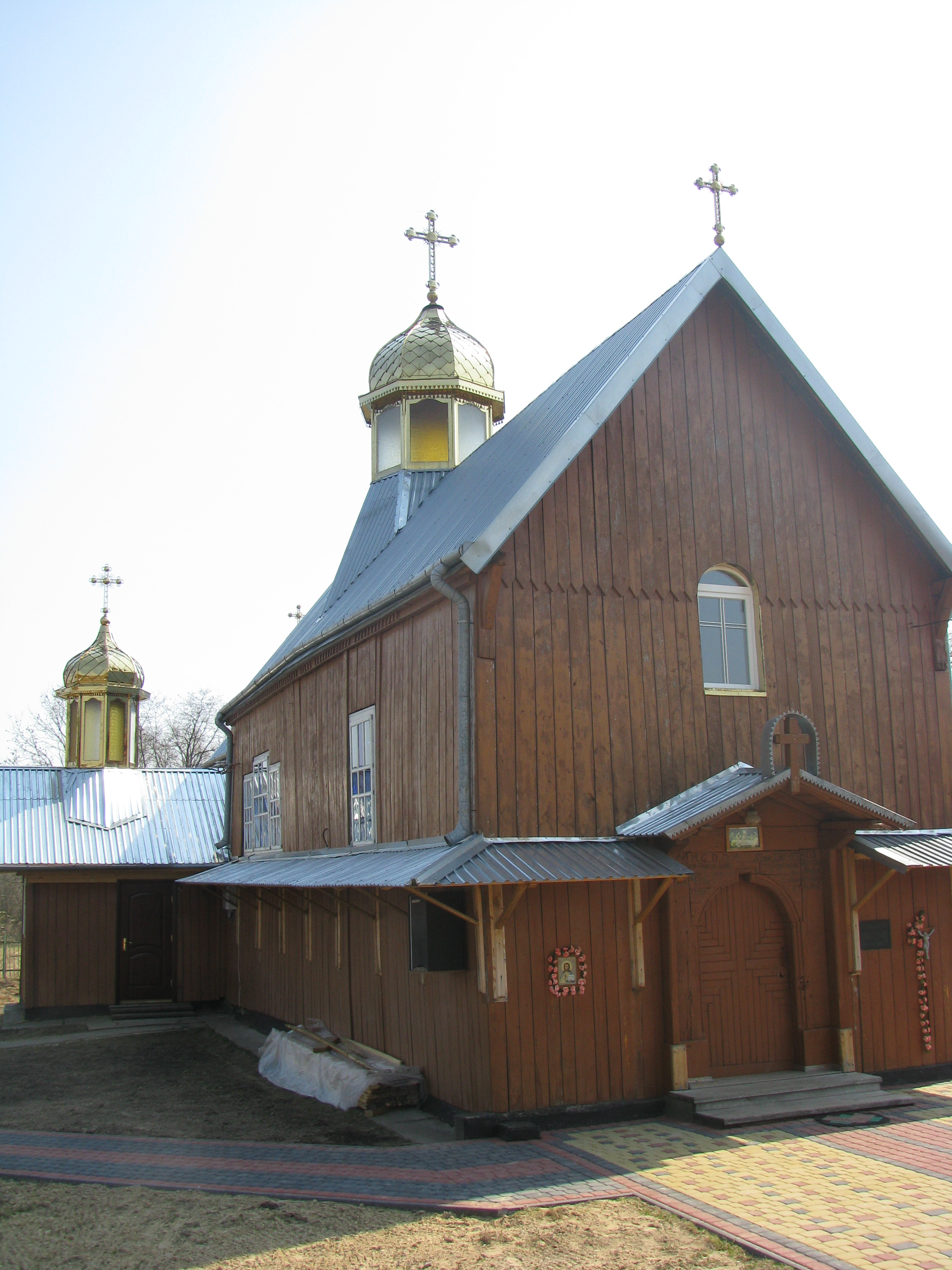
Малий Любінь.Церква Пресвятої Трійці
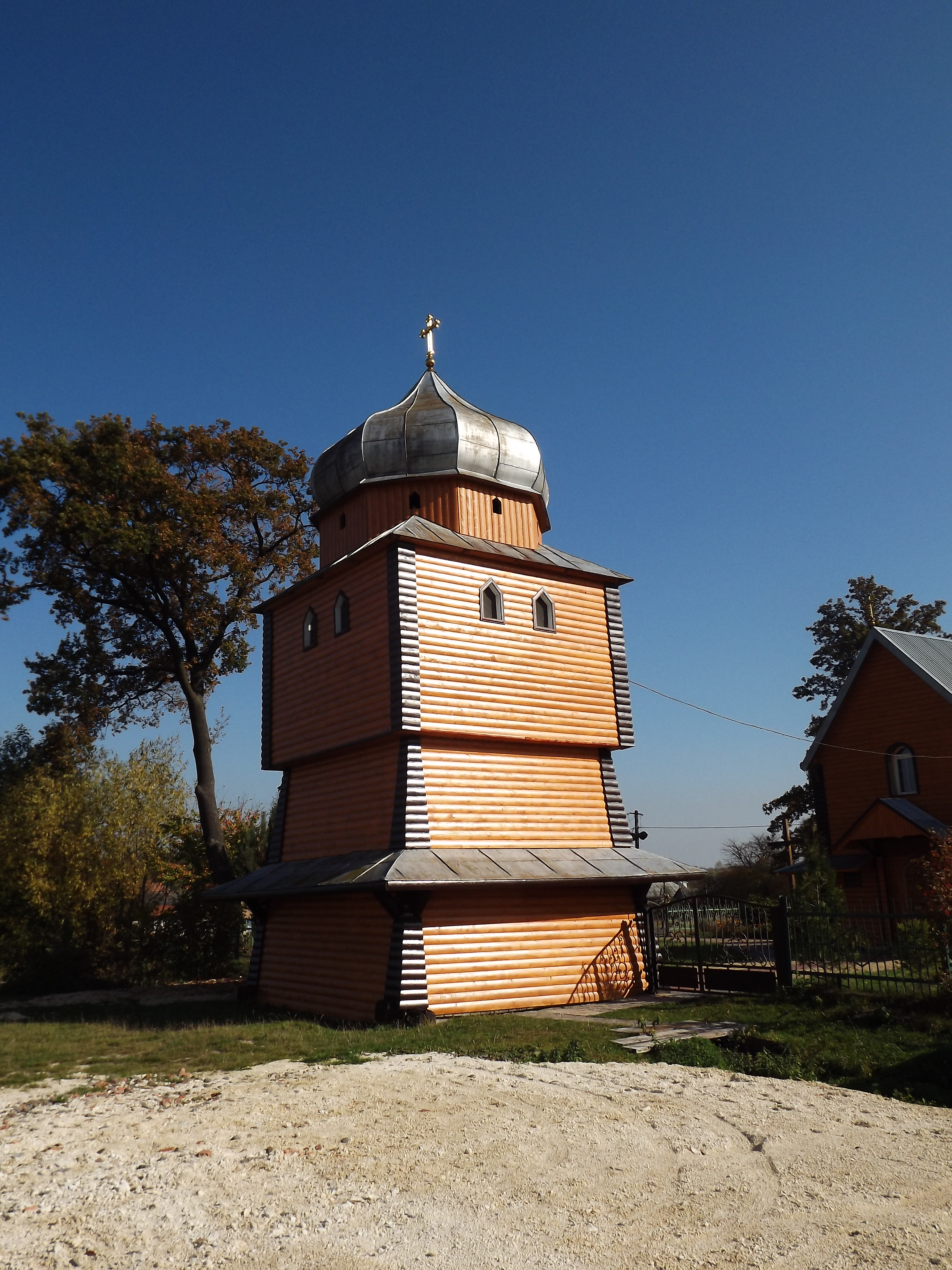
Малий Любінь. Дзвіниця церкви Присвятої Трійці
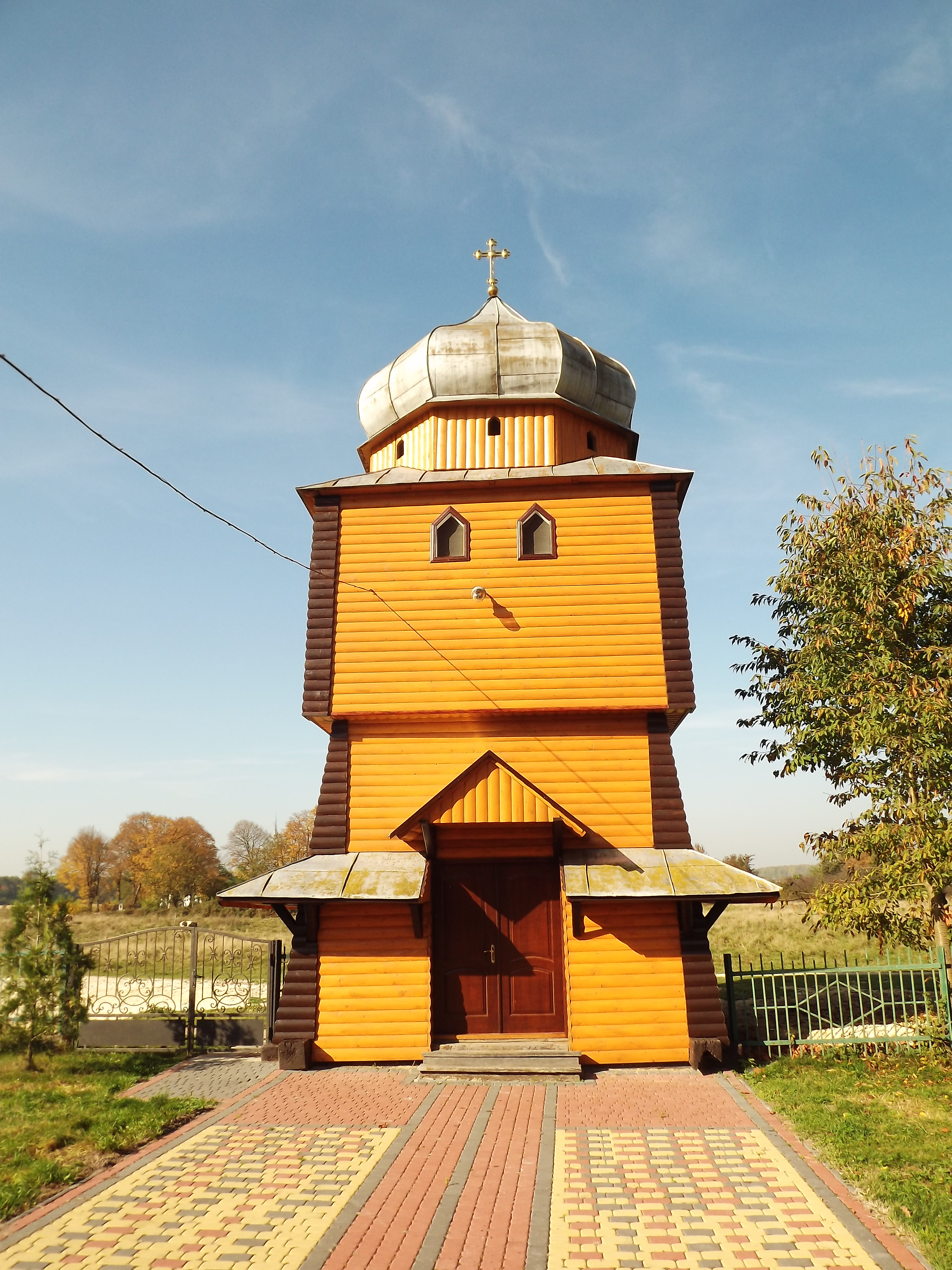
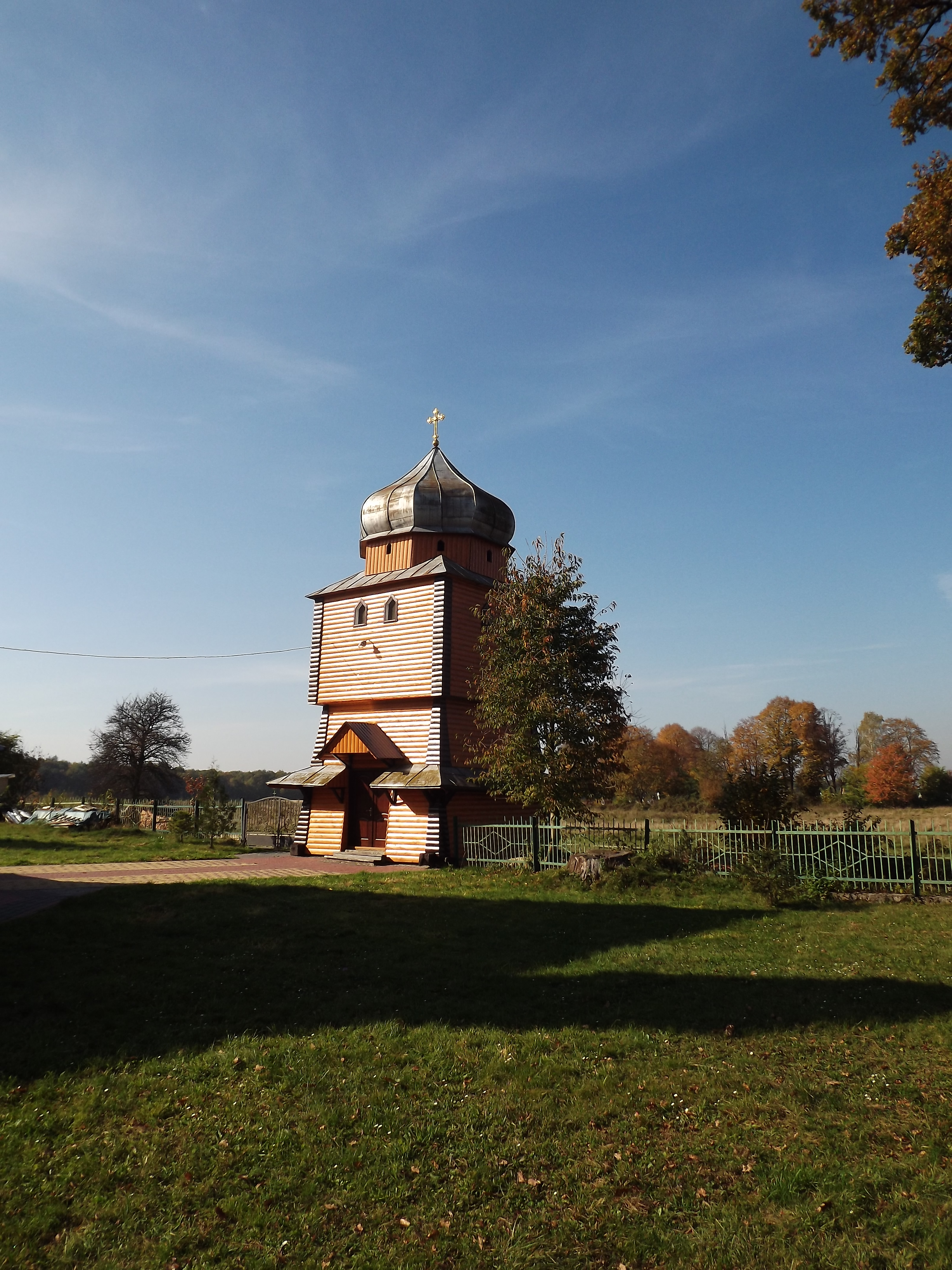
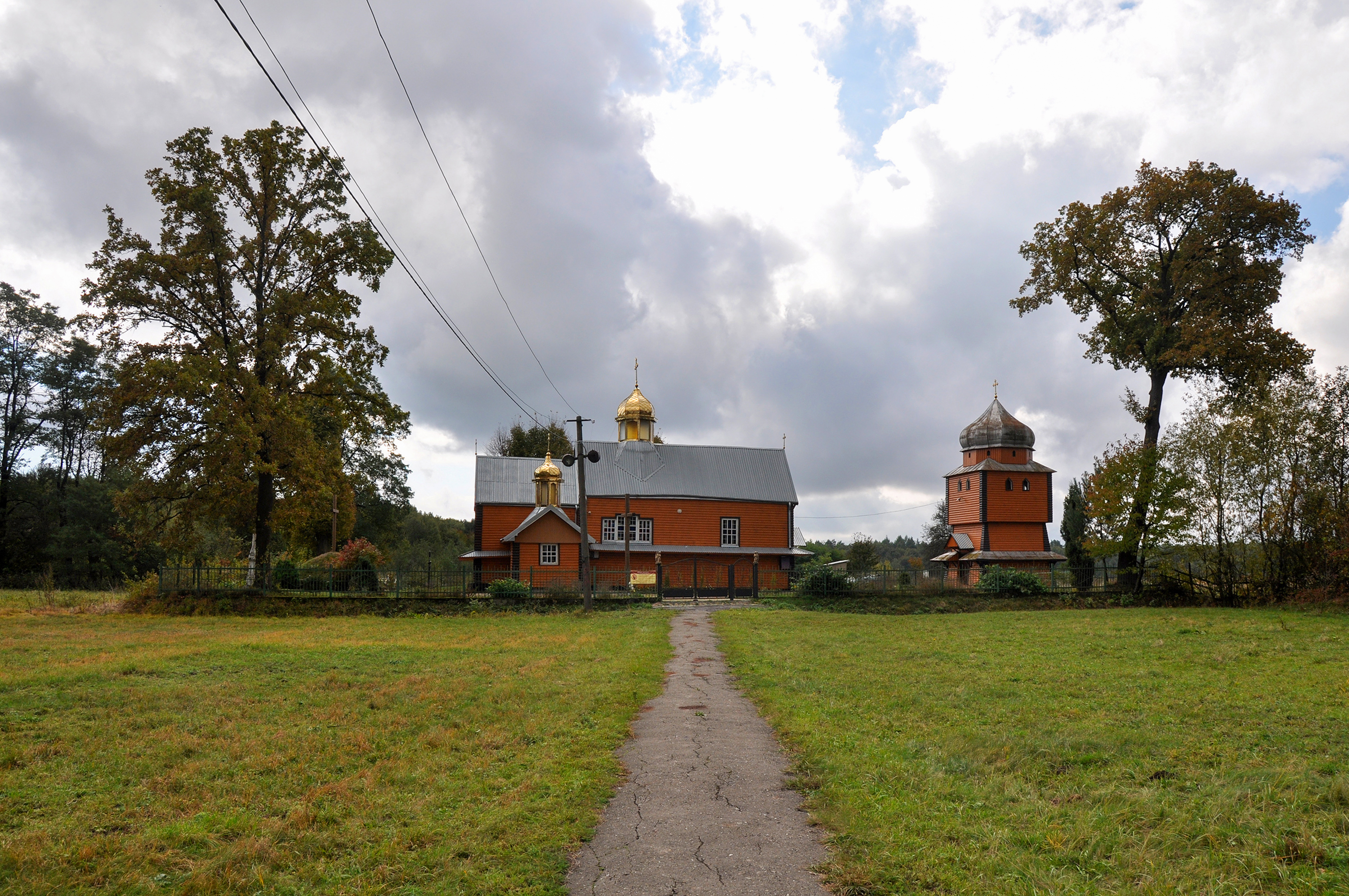
Дерев'яна церква Пресвятої Трійці. Осінь 2015 р.
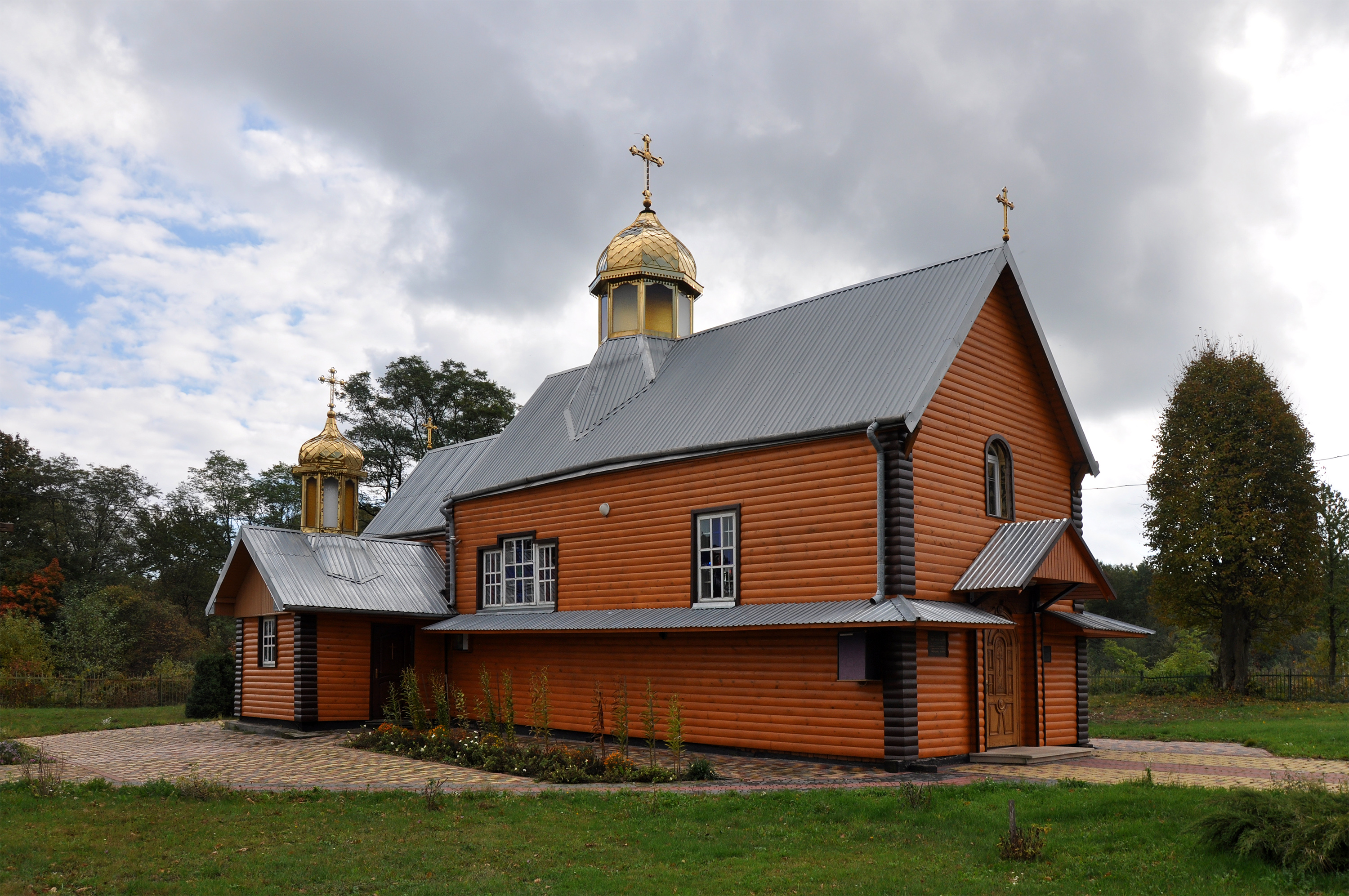
Дерев'яна церква Пресвятої Трійці. Осінь 2015 р.
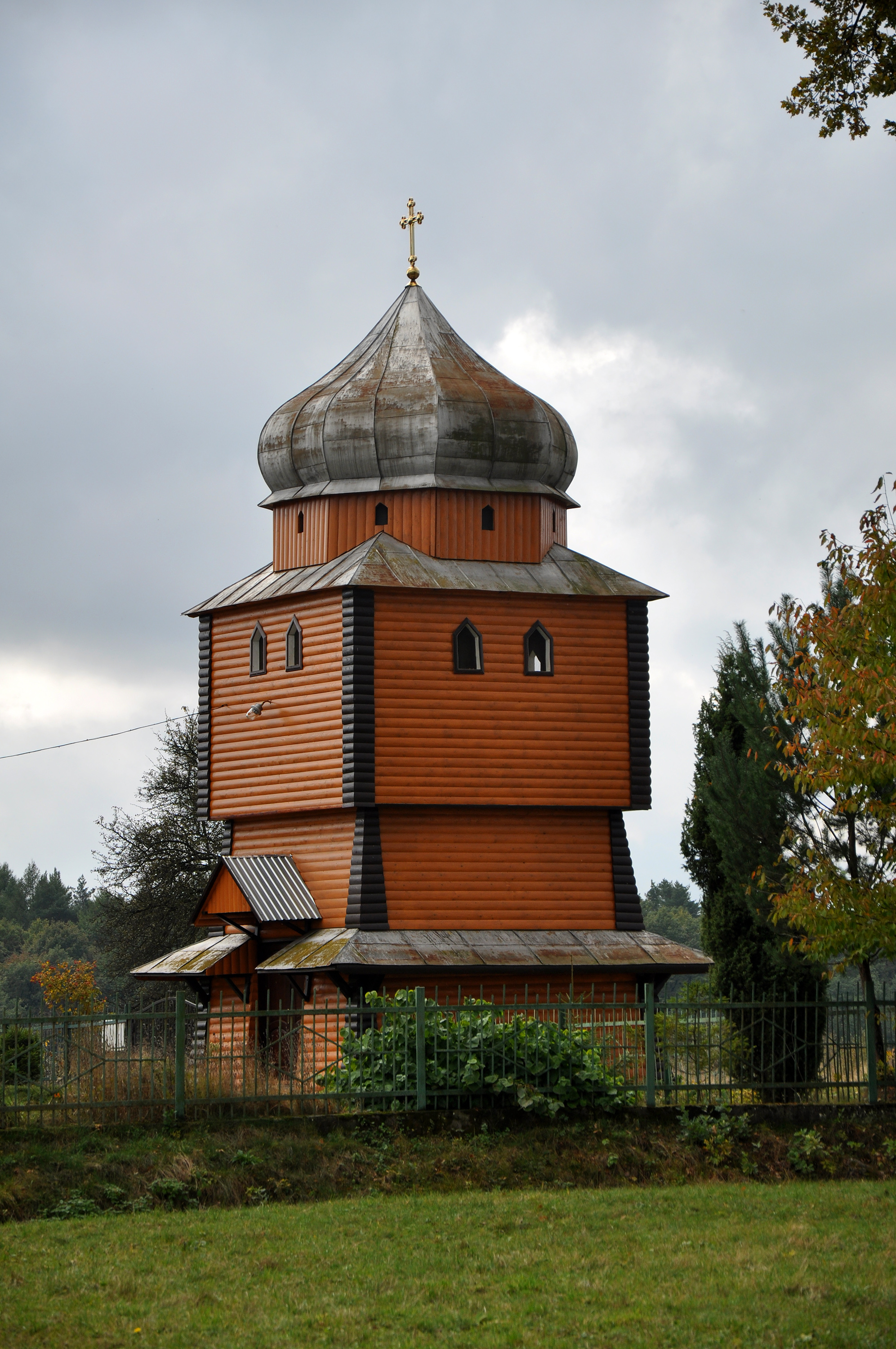
Дзвіниця церкви Пресвятої Трійці. Осінь 2015 р.
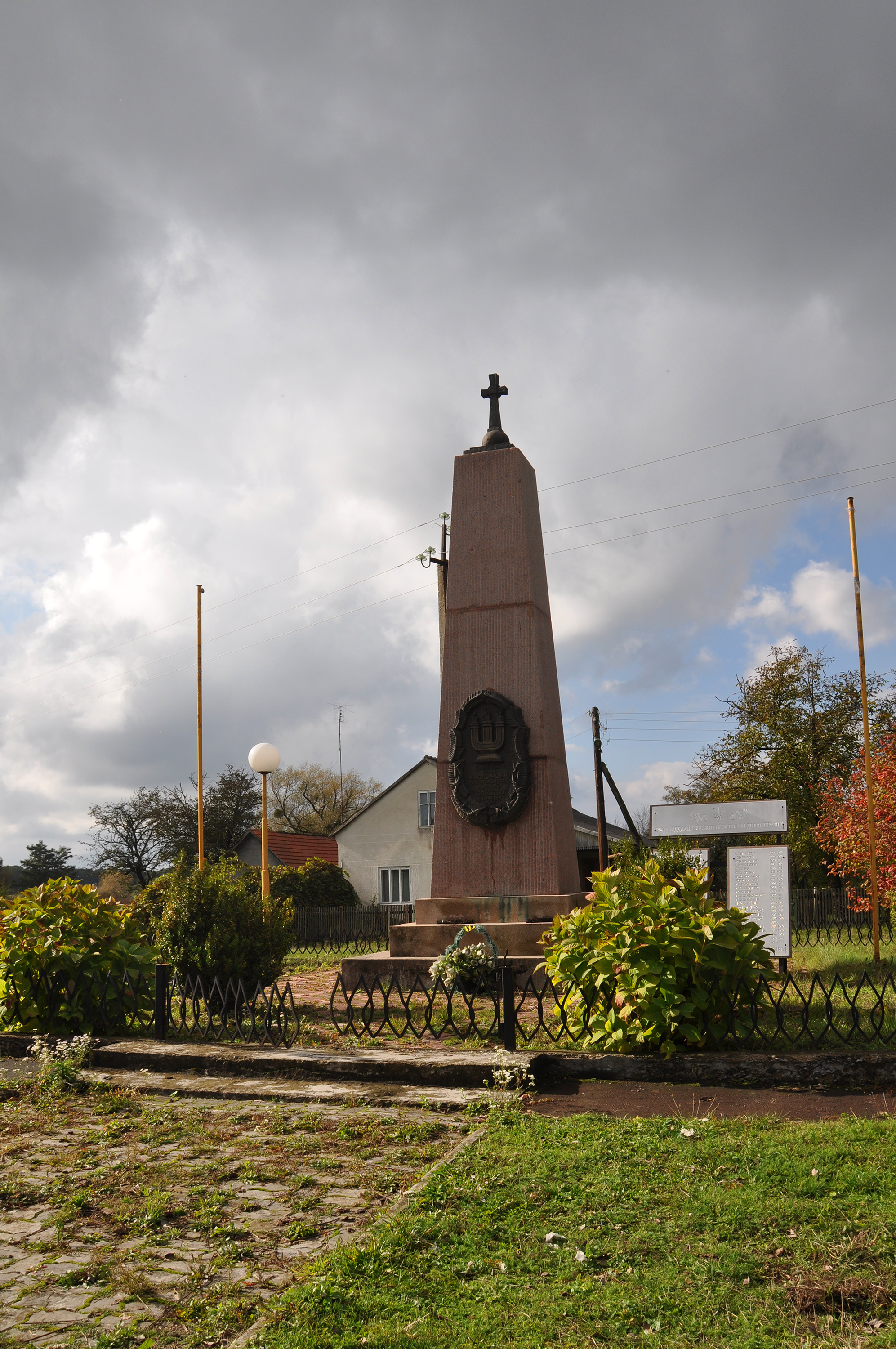
Пам'ятник жертвам репресій